# 阿波尾鶏
阿波尾鶏（あわおどり）は、徳島県で飼育されている鶏の品種。
地鶏の出荷羽数では1998年以降日本一となっている（2018年度時点）。

## 概要
阿波尾鶏は、徳島県立農林水産総合技術支援センター畜産研究所が開発した肉用鶏である。軍鶏の雄と白色プリマスロックの雌との交配種である。
2019年には、年間200万羽を出荷している。

## 名称の由来
名称は阿波踊りと尾羽が伸びた立ち姿からつけられている。
当時の畜産研究課の職員がダジャレで呼んだのだが、当時の畜産課長が面白いと決定した。

## 開発の経緯
昭和40年代後半に安価なブラジル産ブロイラーが輸入されるようになると、日本国内の養鶏産業は大きな打撃を受けるようになった。日本全国で生産性の効率化や養鶏場の大規模化が進められることになったが、徳島県では山地が多いこともあって、大規模養鶏場の用地確保が困難であった。困窮した当時の徳島県養鶏協会会長から鶏試験場（後の畜産研究課）に相談したのが始まりである。
徳島県の山間部で昔から飼育されてきた赤笹系羽色の軍鶏は90日齢前後で食肉に適するようになることに着目した鶏試験場は、1978年度から軍鶏の繁殖を繰り返して、優良鶏を選抜、固定した。しかしながら、軍鶏は肉質は良いが、晩熟で産肉性が低いこと、産卵数が少なく繁殖に向かないことといった問題点があり、そのままではコスト高は免れず、価格競争の面で当時から著名であった名古屋コーチン、比内地鶏との競争に勝てないと考えられた。日本全国の市場調査を行い、他の有名地鶏より安く、ブロイラーよりは高い末端販売価格を設定し、その価格帯で生産可能な地鶏の開発が始まる。肉の増え方が良く、産卵性の優れた白色プリマスロックと前述の軍鶏の交配させ、育成や肉質の検定を繰り返し、80日齢から85日齢で出荷目標体重まで成長する地鶏が完成した。
阿波尾鶏の生産は1989年から開始されたが、当初は売れ行きも悪かった。阿波尾鶏の生産・販売計画を統括する「阿波尾鶏ブランド確立対策協議会」は地道なPR活動を続け、1998年の明石海峡大橋開通から販売数量を急速に伸ばし、60万羽以上を出荷し、地鶏出荷羽数日本一となった。
1999年6月、農林水産省は、地鶏や銘柄鶏の違いが曖昧であるとして、消費者が製品の価値を正当に評価できるように、「地鶏肉」を定義付ける「地鶏肉日本農林規格」（地鶏肉JAS）を制定する。地鶏肉JAS認定に向けて、徳島県畜産会（現・公益社団法人徳島県畜産協会）を登録認定機関としてJAS認定業務を行うことを推し進め、2000年11月に農林水産大臣に申請書を提出した。地鶏肉の登録認定機関としては日本初の申請であったこともあり、農林水産省との協議は何回にも渡ったが2001年3月19日に認定が行われる。同年3月27日には、徳島県内で阿波尾鶏を処理する食鳥処理場2業者も、生産工程管理者の認定にかかる書類審査と現地検査の申請を行い、合格している。
阿波尾鶏は、地鶏肉JASの認定第1号ということになる。2023年3月31日に地理的表示（GI）保護制度に基づく保護対象に登録された。

## キャンペーンソング
2003年にはキャンペーンソング『徳島の地鶏 阿波尾鶏』が制作された。作詞：丸本昌男、作曲：城みちる。
オリジナルは遠藤晴香が歌っている。また、城みちるが歌うセルフカバーバージョンも存在する。